# Três Marias
Três Marias là một đô thị thuộc bang Minas Gerais, Brasil. Đô thị này có diện tích 2675,153 km², dân số năm 2007 là 26431 người, mật độ 9,4 người/km².